# Danh sách tiểu hành tinh: 24301–24400
| Tên                  | Tên đầu tiên | Ngày phát hiện       | Nơi phát hiện                      | Người phát hiện        |
| -------------------- | ------------ | -------------------- | ---------------------------------- | ---------------------- |
| 24301 -              | 1999 XZ233   | 4 tháng 12 năm 1999  | Anderson Mesa                      | LONEOS                 |
| 24302 -              | 1999 XP242   | 13 tháng 12 năm 1999 | Socorro                            | LINEAR                 |
| 24303 Michaelrice    | 1999 YY      | 16 tháng 12 năm 1999 | Fountain Hills                     | C. W. Juels            |
| 24304 Lynnrice       | 1999 YZ      | 16 tháng 12 năm 1999 | Fountain Hills                     | C. W. Juels            |
| 24305 Darrellparnell | 1999 YG4     | 16 tháng 12 năm 1999 | Farpoint                           | G. Hug, G. Bell        |
| 24306 -              | 1999 YE5     | 27 tháng 12 năm 1999 | Moriyama                           | Y. Ikari               |
| 24307 -              | 1999 YB7     | 30 tháng 12 năm 1999 | Socorro                            | LINEAR                 |
| 24308 Cowenco        | 1999 YC9     | 29 tháng 12 năm 1999 | Farpoint                           | G. Hug, G. Bell        |
| 24309 -              | 1999 YF9     | 31 tháng 12 năm 1999 | Đài thiên văn Zvjezdarnica Višnjan | K. Korlević            |
| 24310 -              | 1999 YT9     | 31 tháng 12 năm 1999 | Oizumi                             | T. Kobayashi           |
| 24311 -              | 1999 YS15    | 31 tháng 12 năm 1999 | Kitt Peak                          | Spacewatch             |
| 24312 -              | 1999 YO22    | 31 tháng 12 năm 1999 | Anderson Mesa                      | LONEOS                 |
| 24313 -              | 1999 YR27    | 30 tháng 12 năm 1999 | Socorro                            | LINEAR                 |
| 24314 -              | 2000 AQ2     | 3 tháng 1 năm 2000   | Oizumi                             | T. Kobayashi           |
| 24315 -              | 2000 AV4     | 4 tháng 1 năm 2000   | Oaxaca                             | J. M. Roe              |
| 24316 Anncooper      | 2000 AQ11    | 3 tháng 1 năm 2000   | Socorro                            | LINEAR                 |
| 24317 Pukarhamal     | 2000 AL12    | 3 tháng 1 năm 2000   | Socorro                            | LINEAR                 |
| 24318 Vivianlee      | 2000 AE14    | 3 tháng 1 năm 2000   | Socorro                            | LINEAR                 |
| 24319 -              | 2000 AY15    | 3 tháng 1 năm 2000   | Socorro                            | LINEAR                 |
| 24320 -              | 2000 AS17    | 3 tháng 1 năm 2000   | Socorro                            | LINEAR                 |
| 24321 -              | 2000 AO23    | 3 tháng 1 năm 2000   | Socorro                            | LINEAR                 |
| 24322 -              | 2000 AM43    | 4 tháng 1 năm 2000   | Črni Vrh                           | Črni Vrh               |
| 24323 -              | 2000 AW49    | 5 tháng 1 năm 2000   | Ondřejov                           | P. Pravec, P. Kušnirák |
| 24324 -              | 2000 AT51    | 4 tháng 1 năm 2000   | Socorro                            | LINEAR                 |
| 24325 Kaleighanne    | 2000 AB52    | 4 tháng 1 năm 2000   | Socorro                            | LINEAR                 |
| 24326 -              | 2000 AS53    | 4 tháng 1 năm 2000   | Socorro                            | LINEAR                 |
| 24327 -              | 2000 AB54    | 4 tháng 1 năm 2000   | Socorro                            | LINEAR                 |
| 24328 Thomasburr     | 2000 AF54    | 4 tháng 1 năm 2000   | Socorro                            | LINEAR                 |
| 24329 -              | 2000 AR56    | 4 tháng 1 năm 2000   | Socorro                            | LINEAR                 |
| 24330 -              | 2000 AC66    | 4 tháng 1 năm 2000   | Socorro                            | LINEAR                 |
| 24331 Alyshaowen     | 2000 AL68    | 5 tháng 1 năm 2000   | Socorro                            | LINEAR                 |
| 24332 Shaunalinn     | 2000 AK69    | 5 tháng 1 năm 2000   | Socorro                            | LINEAR                 |
| 24333 Petermassey    | 2000 AA70    | 5 tháng 1 năm 2000   | Socorro                            | LINEAR                 |
| 24334 Conard         | 2000 AL71    | 5 tháng 1 năm 2000   | Socorro                            | LINEAR                 |
| 24335 -              | 2000 AG76    | 5 tháng 1 năm 2000   | Socorro                            | LINEAR                 |
| 24336 -              | 2000 AD77    | 5 tháng 1 năm 2000   | Socorro                            | LINEAR                 |
| 24337 Johannessen    | 2000 AF77    | 5 tháng 1 năm 2000   | Socorro                            | LINEAR                 |
| 24338 -              | 2000 AE80    | 5 tháng 1 năm 2000   | Socorro                            | LINEAR                 |
| 24339 -              | 2000 AK84    | 5 tháng 1 năm 2000   | Socorro                            | LINEAR                 |
| 24340 -              | 2000 AP84    | 5 tháng 1 năm 2000   | Socorro                            | LINEAR                 |
| 24341 -              | 2000 AJ87    | 5 tháng 1 năm 2000   | Socorro                            | LINEAR                 |
| 24342 -              | 2000 AV87    | 5 tháng 1 năm 2000   | Socorro                            | LINEAR                 |
| 24343 -              | 2000 AS88    | 5 tháng 1 năm 2000   | Socorro                            | LINEAR                 |
| 24344 Brianbarnett   | 2000 AB99    | 5 tháng 1 năm 2000   | Socorro                            | LINEAR                 |
| 24345 Llaverias      | 2000 AU99    | 5 tháng 1 năm 2000   | Socorro                            | LINEAR                 |
| 24346 Lehienphan     | 2000 AK100   | 5 tháng 1 năm 2000   | Socorro                            | LINEAR                 |
| 24347 Arthurkuan     | 2000 AF102   | 5 tháng 1 năm 2000   | Socorro                            | LINEAR                 |
| 24348 -              | 2000 AO102   | 5 tháng 1 năm 2000   | Socorro                            | LINEAR                 |
| 24349 -              | 2000 AA103   | 5 tháng 1 năm 2000   | Socorro                            | LINEAR                 |
| 24350 -              | 2000 AJ103   | 5 tháng 1 năm 2000   | Socorro                            | LINEAR                 |
| 24351 Fionawood      | 2000 AD104   | 5 tháng 1 năm 2000   | Socorro                            | LINEAR                 |
| 24352 Kapilrama      | 2000 AE104   | 5 tháng 1 năm 2000   | Socorro                            | LINEAR                 |
| 24353 Patrickhsu     | 2000 AG104   | 5 tháng 1 năm 2000   | Socorro                            | LINEAR                 |
| 24354 Caz            | 2000 AA105   | 5 tháng 1 năm 2000   | Socorro                            | LINEAR                 |
| 24355 -              | 2000 AJ111   | 5 tháng 1 năm 2000   | Socorro                            | LINEAR                 |
| 24356 -              | 2000 AO114   | 5 tháng 1 năm 2000   | Socorro                            | LINEAR                 |
| 24357 -              | 2000 AC115   | 5 tháng 1 năm 2000   | Socorro                            | LINEAR                 |
| 24358 -              | 2000 AV117   | 5 tháng 1 năm 2000   | Socorro                            | LINEAR                 |
| 24359 -              | 2000 AS118   | 5 tháng 1 năm 2000   | Socorro                            | LINEAR                 |
| 24360 -              | 2000 AG120   | 5 tháng 1 năm 2000   | Socorro                            | LINEAR                 |
| 24361 -              | 2000 AK120   | 5 tháng 1 năm 2000   | Socorro                            | LINEAR                 |
| 24362 -              | 2000 AR120   | 5 tháng 1 năm 2000   | Socorro                            | LINEAR                 |
| 24363 -              | 2000 AH121   | 5 tháng 1 năm 2000   | Socorro                            | LINEAR                 |
| 24364 -              | 2000 AK121   | 5 tháng 1 năm 2000   | Socorro                            | LINEAR                 |
| 24365 -              | 2000 AE124   | 5 tháng 1 năm 2000   | Socorro                            | LINEAR                 |
| 24366 -              | 2000 AY124   | 5 tháng 1 năm 2000   | Socorro                            | LINEAR                 |
| 24367 -              | 2000 AC126   | 5 tháng 1 năm 2000   | Socorro                            | LINEAR                 |
| 24368 -              | 2000 AQ127   | 5 tháng 1 năm 2000   | Socorro                            | LINEAR                 |
| 24369 Evanichols     | 2000 AE132   | 3 tháng 1 năm 2000   | Socorro                            | LINEAR                 |
| 24370 Marywang       | 2000 AX139   | 5 tháng 1 năm 2000   | Socorro                            | LINEAR                 |
| 24371 -              | 2000 AC140   | 5 tháng 1 năm 2000   | Socorro                            | LINEAR                 |
| 24372 Timobauman     | 2000 AG140   | 5 tháng 1 năm 2000   | Socorro                            | LINEAR                 |
| 24373 -              | 2000 AN143   | 5 tháng 1 năm 2000   | Socorro                            | LINEAR                 |
| 24374 -              | 2000 AV143   | 5 tháng 1 năm 2000   | Socorro                            | LINEAR                 |
| 24375 -              | 2000 AU144   | 5 tháng 1 năm 2000   | Socorro                            | LINEAR                 |
| 24376 Ramesh         | 2000 AB152   | 8 tháng 1 năm 2000   | Socorro                            | LINEAR                 |
| 24377 -              | 2000 AO154   | 2 tháng 1 năm 2000   | Socorro                            | LINEAR                 |
| 24378 Katelyngibbs   | 2000 AZ154   | 3 tháng 1 năm 2000   | Socorro                            | LINEAR                 |
| 24379 -              | 2000 AW158   | 3 tháng 1 năm 2000   | Socorro                            | LINEAR                 |
| 24380 -              | 2000 AA160   | 3 tháng 1 năm 2000   | Socorro                            | LINEAR                 |
| 24381 -              | 2000 AA166   | 8 tháng 1 năm 2000   | Socorro                            | LINEAR                 |
| 24382 -              | 2000 AG169   | 7 tháng 1 năm 2000   | Socorro                            | LINEAR                 |
| 24383 -              | 2000 AC170   | 7 tháng 1 năm 2000   | Socorro                            | LINEAR                 |
| 24384 -              | 2000 AR171   | 7 tháng 1 năm 2000   | Socorro                            | LINEAR                 |
| 24385 Katcagen       | 2000 AM172   | 7 tháng 1 năm 2000   | Socorro                            | LINEAR                 |
| 24386 McLindon       | 2000 AV172   | 7 tháng 1 năm 2000   | Socorro                            | LINEAR                 |
| 24387 Trettel        | 2000 AB174   | 7 tháng 1 năm 2000   | Socorro                            | LINEAR                 |
| 24388 -              | 2000 AB175   | 7 tháng 1 năm 2000   | Socorro                            | LINEAR                 |
| 24389 -              | 2000 AA177   | 7 tháng 1 năm 2000   | Socorro                            | LINEAR                 |
| 24390 -              | 2000 AD177   | 7 tháng 1 năm 2000   | Socorro                            | LINEAR                 |
| 24391 -              | 2000 AU178   | 7 tháng 1 năm 2000   | Socorro                            | LINEAR                 |
| 24392 -              | 2000 AD179   | 7 tháng 1 năm 2000   | Socorro                            | LINEAR                 |
| 24393 -              | 2000 AG183   | 7 tháng 1 năm 2000   | Socorro                            | LINEAR                 |
| 24394 -              | 2000 AD186   | 8 tháng 1 năm 2000   | Socorro                            | LINEAR                 |
| 24395 -              | 2000 AR186   | 8 tháng 1 năm 2000   | Socorro                            | LINEAR                 |
| 24396 -              | 2000 AS186   | 8 tháng 1 năm 2000   | Socorro                            | LINEAR                 |
| 24397 Parkerowan     | 2000 AT186   | 8 tháng 1 năm 2000   | Socorro                            | LINEAR                 |
| 24398 -              | 2000 AZ187   | 8 tháng 1 năm 2000   | Socorro                            | LINEAR                 |
| 24399 -              | 2000 AB188   | 8 tháng 1 năm 2000   | Socorro                            | LINEAR                 |
| 24400 -              | 2000 AF192   | 8 tháng 1 năm 2000   | Socorro                            | LINEAR                 |